# Sheldon Brookbank

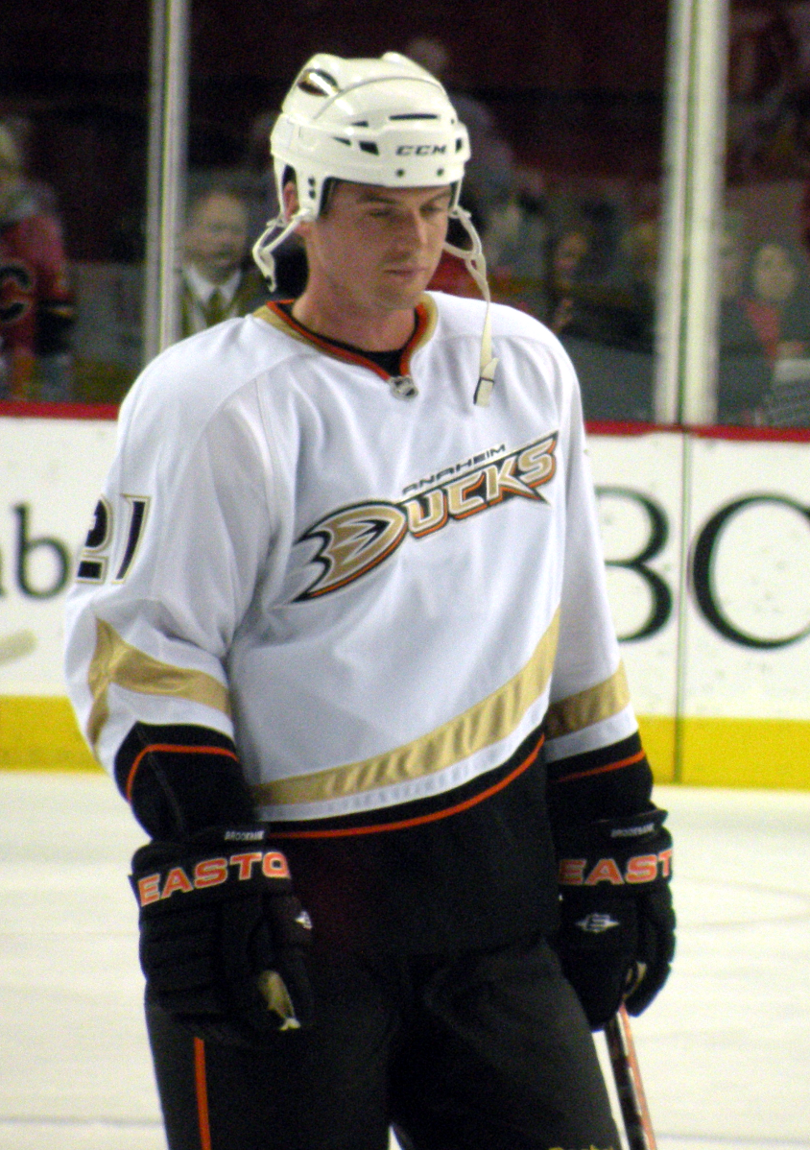
Sheldon Brookbank

Sheldon Brookbank, född 3 oktober 1980, är en kanadensisk professionell ishockeyspelare som för närvarande spelar för Lukko i FM-ligan. Han har tidigare spelat för Nashville Predators, New Jersey Devils, Anaheim Ducks och Chicago Blackhawks. Han är yngre bror med ishockeyspelaren Wade Brookbank som i nuläget tillhör Pittsburgh Penguins organisation och han är också kusin med den före detta NHL-spelaren Geoff Sanderson. Sheldon främsta styrka är hans defensiva spel som oftast leder till många utvisningsminuter.